# چوجوک‌لار (قره‌عیسی‌لی)
چوجوک‌لار (به ترکی استانبولی: Çocuklar) یک منطقهٔ مسکونی در ترکیه است که در کارایسالی واقع شده‌است.